# Крушевски мост
Крушевският мост (на гръцки: Γεφύρι του Κρούσοβου, Γέφυρα του Κρουσόβου) е стар каменен мост в Егейска Македония, Гърция.
Мостът се намира в Югоизточните Родопи и пресича Крушевската река (Крусовитис), малко преди вливането ѝ в Лещенската река (Фарасино). Мостът има една арка.
В 1969 година името е преведено на Гефира Ахладион (Γέφυρα Αχλαδιών).